# Ґалчин
Ґалчин (пол. Gałczyn) — село в Польщі, у гміні Гліноєцьк Цехановського повіту Мазовецького воєводства.
У 1975-1998 роках село належало до Цехановського воєводства.